# Rangordningen i Sverige
Rangordningen i Sverige var officiellt fastställd för militära och civila ämbetsmän mellan 1672 och 1909. Därefter har rangordningen använts endast till ledning vid officiella tillställningar.

## Historik
I Sverige förklarade riksrådet 1664 att vid adelns enskilda sammankomster skulle fästas avseende på "1:o herreståndet: grevar och friherrar, 2:o förnämliga förfäders meriter och gammal släkt, 3:o förnäma tjänster och 4:o en hög och hedersam ålder". Men redan 1672 års rangordning inskränkte sig till att bestämma de olika ämbetenas inbördes ordning och ämbetsmännens därefter lämpade rang utan avseende på stånd eller börd. Och från denna tid har börden i Sverige inte haft någon betydelse för rangen. Rangförhållandena mellan de olika ämbetena bestämdes i allmänhet av konungen dels genom rangordningar, dels genom särskilda förordningar och beslut.
Den äldsta rangordningen, som är dagtecknad 10 december 1672, upptog 9 klasser, nämligen de förnämsta ämbetena från fältmarskalk t. o. m. hovmarskalk. Därefter följde 1680 års rangordning, som upptog 28 nummer med ryttmästare, kaptener och assessorer i kollegierna i det sista, samt 1714 års rangordning, som upptog 40 nummer. Enligt 1766 års av konungen gillade riksdagsbeslut upphävdes alla förordningar och resolutioner om rang. Gustav III återupplivade inte rangordningen. Det överensstämde med hans politik att hålla frågan öppen, och i praktiken fäste han stort avseende vid börden. Några bestämmelser utfärdades inte, och det ansågs efter hans död att de gamla rangförhållandena åter skulle inträda, och vid 1809 års revolution och alltsedan togs för givet, att 1714 års rangordning ännu var gällande.
Regeringsformen av 1809 (§ 34) föreskrev ursprungligen att statsministrarna skulle inneha rikets högsta värdigheter, statsråden ha generals och justitieråden generallöjtnants rang. Sedermera föreskrevs i grundlagen endast, att rikets högsta värdighet skall innehas av statsministern och ministern för utrikes ärendena och den närmast därintill av statsråden. Enligt Riksmarskalksämbetets cirkulär av 23 november 1885 angående rang och placering tog statsministern, ministern för utrikes ärendena och riksmarskalken rang och säte efter varandra i nu nämnd ordning; efter dem tilldelades plats under riksdag i Sverige åt kamrarnas talmän. Vid avskedstagande bibehölls ämbets- och tjänstemän sin högsta innehavda ämbetstitel och rang, med undantag av statsrådsledamöter, vilka redan, enligt kunglig resolution den 10 januari 1868, jämte serafimerriddare tillagts värdighet näst efter statsrådets i tjänst varande ledamöter; enligt kunglig resolution den 3 november 1871 förlorade de emellertid av grundlagen för dem stadgad rang och värdighet, då de upphörde att vara ledamöter av statsrådet.

## Fyra rangklasser
I Sverige fanns 1892 egentligen ingen lagstadgad rangordning, såsom till exempel i Ryssland. Dock delades folk in i fyra ranggrupper, och till var och en av dessa kopplades även en titel, dessa beskrevs i Riksmarskalksämbetets cirkulär av den  23 november 1885 ingick följande i denna klass:

### Konungens Högstbetrodde man
Till denna klass räknades alla med rikets högsta värdigheter.
- Statsministern
- Ministern för utrikes ärendena
- Riksmarskalken
- Första kammarens talman
- Andra kammarens talman
- Statsråden efter utnämningsdatum
- Serafimerriddare

### Konungens Högtbetrodde man
- General
- Generallöjtnant
- Överståthållare
- Justitieråden
- Justitiekansler
- Justitieombudsman

### Konungens Troman
- Generalmajor
- Överste
- Överstelöjtnant
- Ackrediterade sändebud
- Kommendörer (av 1:a klass) av de Kungliga Riddarordnarna
- Riddare av Kungl. Carl XIII:s orden
- Ledamöter av Svenska Akademien
- Biskop

### Konungens Trotjänare
- Major
- Kapten
- Löjtnant
- Underlöjtnant
- Dem för vilka Konungen utfärdat fullmakt

## Upplösning av rangsystemet
På framställning av riksdagen förordnade Kungl. Maj:t den 11 september 1909, att allt vad Kungl. Maj:t föreskrivit om rang eller ämbetsvärdighet för ämbets- och tjänstemän skulle upphöra att gälla. Genom vad sålunda förordnats, gjordes dock icke någon ändring i meddelade bestämmelser rörande den vid krigsmakten anställda personalens inbördes tjänsteställning eller rangordningen vid hovet. Grundlagens bestämmelser angående statsrådens rang kvarstod oförändrade fram till den nya regeringsformen 1974.

## Hovets placeringslista
I 2011 års upplaga av Hovkalendern finns en placeringslista till ledning för officiella tillställningar.
| Grupp              | Befattningshavare | Kommentar |
| ------------------ | --- | --- |
| 1 a.               | Prinsessan Margaretha, Fru Ambler Prinsessan Désirée, Friherinnan Silfverschiöld Prinsessan Christina, Fru Magnuson Riksdagens talman Statsministern Riksmarskalken Överhovmästarinnan | |
| 1 b.               | Förutvarande talman Förutvarande statsminister Förutvarande riksmarskalk Förutvarande överhovmästarinna | |
| 2 a.               | Vice statsministern Statsråd | |
| 2 b.               | Utländska ambassadörer Svenskt sändebud i anställningslandet | |
| 3.                 | Innehavare av H.M. Konungens medalj av 12:e storleken med kedja Innehavare av medaljen Illis quorum meruere labores av 18:e storleken med kedja | Tidigare ingick i denna grupp även Riddare och Kommendörer av Kungl. Maj:ts Orden (Serafimerorden) varav den sista icke-kungliga avled 2012. |
| 4 a. General       | Tord Magnuson | |
| 4 b.               | Ordförande i Högsta domstolen Ordförande i Högsta förvaltningsdomstolen Ärkebiskopen av Uppsala Överbefälhavaren | |
| 4 c.               | Landshövding i eget län | |
| 4 d.               | Förste, andre och tredje vice talman Partiordförande | |
| 4 e.               | Utländska chargés d'affaires | |
| 5. Generallöjtnant | Chefen för H.M. Konungens stab Chefsjustitieombudsman Förste hovmarskalk Förste hovstallmästare Generallöjtnant Hovrättspresident Justitiekansler Justitieråd (ordförande på avdelning) Kammarrättspresident Landshövdingen i Stockholms län Landshövding (i tjänst äldste) Ordförande i Arbetsdomstolen Riksbankschef Riksdagsdirektör Riksrevisor Riksåklagare Statsfru Viceamiral Överceremonimästare Överkommendant Närmast efter denna grupp: Förutvarande statsråd Förutvarande vice talmän Förutvarande partiordförande Närmast efter denna grupp: Kabinettssekreterare Statssekreterare | Avgångna befattningshavare i denna grupp placeras före de i aktiv tjänst. I denna grupp placeras även personer som intar en synnerligen framstående ställning inom näringsliv, organisationsväsende, vetenskap, konst och kultur med flera samhällsområden.                       |
| 6. Generalmajor    | Biskop Ceremonimästare Förste livmedikus Generaldirektör Generalmajor Hovmarskalk Introduktör för främmande sändebud Justitieombudsman Justitieråd Kabinettskammarherre Konteramiral Landshövding Länsöverdirektör i Stockholm Nobelpristagare Ordförande i Marknadsdomstolen Riksantikvarie Riksbibliotekarie Riksgäldsdirektör Rikskronofogde Rikspolischef Ståthållare Universitetskansler Universitetsrektor Utrikesråd Vice ordenskansler Vice riksbankschef Vice riksåklagare Överhovpredikant Närmast efter denna grupp: Preses i Vetenskapsakademien Preses i Vitterhetsakademien Ordförande i riksdagens utskott Ordförande i Stockholms stadsfullmäktige Innehavare av H.M. Konungens medalj av 12:e storleken med Serafimerordens band | Avgångna befattningshavare i denna grupp placeras före de i aktiv tjänst. I denna grupp placeras även personer som intar en betydelsefull ställning inom näringsliv, organisationsväsende, vetenskap, konst och kultur med flera samhällsområden men som ej hänförs till grupp 5. |
| 7. Brigadgeneral   | Ambassadör Biträdande utrikesråd Brigadgeneral Expeditionschef Flottiljamiral Generalkonsul Generalsekreterare i Svenska kyrkan Hovdam Hovjägmästare Hovrättslagman Kanslichef i Riksmarskalksämbetet Kommendör av 1. graden Lagman i Göteborgs och Malmö tingsrätter Ledamot av Svenska akademien Länspolismästare i Stockholm, Göteborg och Malmö Preses i Kungl. Akademi Prorektor vid universitet Rättschef Vice ceremonimästare Vice riksåklagare Överdirektör (motsvarande) Överintendent vid statligt konstmuseum Överste av 1. graden Övriga chefsämbetsmän vid statsdepartement Övriga chefer för myndigheter, nämnder m.m. (annan än generaldirektör och överdirektör)                                                                  | Avgångna befattningshavare i denna grupp placeras före de i aktiv tjänst. |
| 8.                 | Domprost Förvaltningschef vid högskola Hovauditör Kammarherre Länsråd Minister Ordförande i Allmänna reklamationsnämnden Ordförande i Patentbesvärsrätten Sekreterare i Kungl. Akademi Slottsarkitekt Riksdagsledamot | |
| 9. Överste         | Avdelningschef vid statligt verk Chefer för vissa regionala och lokala myndigheter Departementsråd Kommendör Lagman Länspolismästare Professor som är fakultets eller sektions dekanus Museichef vid statligt museum Överste Överåklagare | |
| 10.                | Ambassadråd Byråchef (motsvarande) Chefsrådman Chefsåklagare Hovrättsråd Hyresråd och chef för hyresnämnd Kammarrättsråd Kansliråd Kontraktsprost Patenträttsråd Polismästare Professor Stiftssekreterare | |